# سیسل، ان
سیسل، ان (به فرانسوی: Seyssel) یک کمون در فرانسه است که در canton of Seyssel واقع شده‌است.

## خصوصیات
سیسل ۲٫۴۰ کیلومترمربع مساحت و ۹۳۳ نفر جمعیت دارد و ۲۵۸ متر بالاتر از سطح دریا واقع شده‌است.